# AKB48チーム8のKANSAI白書 こっそりナンバーワン宣言やで!
『AKB48チーム8のKANSAI白書 こっそりナンバーワン宣言やで!』（エーケービーフォーティエイト チームエイトのかんさいはくしょ こっそりナンバーワンせんげんやで）は、2017年3月6日からKawaiian TVで放送されていたバラエティ番組。

## 概要
AKB48の中でもチーム8は各都道府県から1名ずつ選ばれた47名で構成されている。その中の関西エリア代表メンバー6名がさまざまな与えられたテーマに挑戦する番組。
その回、もっとも活躍したメンバーに「こっそりセンター」という称号が与えられ、エンディングではそのメンバーがセンターで曲が披露される。
ニコニコチャンネル「Kawaiian TV for ニコニコ」でも放送されているが事前収録のため、放送中にはコメントについては触れられない。
また、この番組はKawaiian TVで放送されている他の番組と異なり、スカパー!オンデマンドでの見逃し配信は行われていない。
Kawaiian TVの閉局に伴い、2019年11月25日初回放送の第68回で最終回を迎えることになった。

## 出演者

### MC
- ミキ

### AKB48 チーム8 関西エリア代表メンバー
- 濵咲友菜（滋賀県代表）
- 太田奈緒（京都府代表）
- 永野芹佳（大阪府代表）
- 山田菜々美→福留光帆（兵庫県代表[注 1]）
- 大西桃香（奈良県代表）
- 山本瑠香（和歌山県代表）

## 主なコーナー
本日のこっそりセンター
各回ごとにミキ亜生が「一番頑張ったと思うメンバー」を指名し、指名されたメンバーがエンディング曲をセンターで歌うコーナー
1分間のこっそりトーク
コーナーの合間にメンバー1人がテーマに沿ってカメラ前で語るコーナー
こっそり-1グランプリ
「1番〇〇な府県はどこだ!」と題し、出題されたお題通りにどのメンバーが最もアピールや一発ネタができるかを競うコーナー。認定されるごとに胸部のバッジが増える。
こっそりリハーサル
アイドルならあるかもしれないシチュエーションを想定しおもしろリハーサルを行うコーナー
こっそり直しとこう委員会
メンバーが抱える悩みを聞き、解決案を相談するコーナー
こっそり尺調コーナー
エンディングまでの尺を調整する繋ぎのコーナー。ミキ昴生が作成したメンバーの様々なランキングの順位を当てる「こっそり〇連単」、メンバーがお題通りにポーズをシンクロさせる「こっそりシンクロ」、メンバーがミニゲームの連続成功に挑戦する「こっそり〇連チャン」などが行われる。
こっそり持ち込み企画
第7回から実施。各回ごとに1人のメンバーが持ち込んだ企画に沿って進行していくコーナー

## 放送日程

### 2017年
| 回 | 放送日   | こっそりセンター | こっそりセンター         | こっそり-1グランプリ                   | こっそり-1グランプリ | 他のコーナー                                                                                             | 備考         |
| 回 | 放送日   | 獲得者           | 曲                       | テーマ                                 | 認定者               | 他のコーナー                                                                                             | 備考         |
| -- | -------- | ---------------- | ------------------------ | -------------------------------------- | -------------------- | --- | ------------ |
| 01 | 3月6日   | 濵咲友菜         | 47の素敵な街へ           | 1番度胸がある府県                      | 太田奈緒             | こっそりフィーリングカップル                                                                             |              |
| 02 | 3月20日  | 大西桃香         | 夢へのルート             | 初デートの登場が一番カワイイ府県       | 大西桃香             | こっそりリハーサル ・ひな壇で目立つ方法 こっそり直しとこう委員会 ・濵咲友菜お風呂で裸で踊りだす問題      |              |
| 03 | 4月3日   | 山田菜々美       | 挨拶から始めよう         | 1番ア～ンがかわいい府県                | 太田奈緒             | こっそりリハーサル ・漫才&コント こっそり6連単 ・昴生が好きな顔のメンバー                                |              |
| 04 | 4月17日  | 永野芹佳         | 汚れている真実           | 1番ハイテンションな府県                | 濵咲友菜             | こっそり直しとこう委員会 ・永野芹佳の親父ギャグ問題 こっそり6連 ・チャンペットボトル立て                 |              |
| 05 | 5月1日   | 山田菜々美       | ハイテンション           | 1番ノーリアクションな府県              | 濵咲友菜             | こっそりリハーサル リアクションの取り方                                                                  |              |
| 06 | 5月15日  | 大西桃香         | ヘビーローテーション     | 1番おねだりが上手な府県                | 太田奈緒             | こっそりリハーサル ・ゲテモノ食レポ こっそりシンクロ                                                     |              |
| 07 | 5月29日  | 山田菜々美       | 制服の羽根               | 1番地元愛が強い府県・グルメ編          | 山田菜々美           | こっそり持ち込み企画(山田) ・ドスコイ山田の相撲5番勝負!                                                  |              |
| 08 | 6月12日  | 山本瑠香         | シュートサイン           | 1番自撮りが上手な府県                  | 山本瑠香             | こっそり持ち込み企画(山本) ・TKG山本のTKGはMGD                                                           |              |
| 09 | 6月26日  | 永野芹佳         | フライングゲット         | 1番ボケがウマい府県                    | 永野芹佳             | こっそりリハーサル ・アンケートの書き方 こっそりシンクロ                                                 |              |
| 10 | 7月10日  | 山本瑠香         | 願いごとの持ち腐れ       | 助手席に乗せると1番かわいい府県        | 大西桃香             | こっそり持ち込み企画(永野) ・ドン永野のKANSAIガールズコレクション                                        |              |
| 11 | 7月24日  | 大西桃香         | Everyday、カチューシャ   | 1番絵心がある府県                      | 該当者なし           | こっそり持ち込み企画(大西) ・Momokinの一攫千金youtuberへの道                                             |              |
| 12 | 8月7日   | 永野芹佳         | ラブラドール・レトリバー | 麺料理を1番おいしそうに 食べられる府県 | 山田菜々美           | こっそり持ち込み企画(太田) ・アイドルに大切な事は全部クレヨンしんちゃんから学んだ                        |              |
| 13 | 8月21日  | 濵咲友菜         | ラブラドール・レトリバー | 1番もぐもぐ顔がかわいい府県            | 濵咲友菜             | こっそり持ち込み企画(濵) ・ドッキリーハマのドッキリきりきり6連発                                         | 山本はお休み |
| 14 | 9月4日   | 太田奈緒         | ポニーテールとシュシュ   | なし                                   | なし                 | こっそり持ち込み企画(太田&永野) ・りょうほう鉄人 こっそり5連単 ・昴生がキス顔を見たいメンバー            | 山本はお休み |
| 15 | 9月18日  | 大西桃香         | ＃好きなんだ             | 1番ヨイショが上手な府県                | 大西桃香             | こっそり持ち込み企画(大西) ・スナック大西 貸し切りカラオケ大会!                                          | 太田はお休み |
| 16 | 10月2日  | 山田菜々美       | 希望的リフレイン         | 1番ヤンキーな府県                      | 大西桃香             | こっそりおためしコーナー ・チーム8イメージじゃんけん                                                     |              |
| 17 | 10月16日 | 太田奈緒         | ハロウィン・ナイト       | なし                                   | なし                 | こっそり持ち込み企画(山田) ・鬼龍院山田の男装グランプリ                                                  |              |
| 18 | 10月30日 | 濵咲友菜         | 大声ダイヤモンド         | 1番地元愛が強い府県・名所&おみやげ編   | 太田奈緒             | こっそり持ち込み企画(濵) ・ノーリバースショー!                                                           |              |
| 19 | 11月13日 | 大西桃香         | 11月のアンクレット       | なし                                   | なし                 | こっそりリハーサル ・来年の女芸人NO.1決定戦 こっそり緊急特別企画 ・自分の写真集プレゼン                  |              |
| 20 | 11月27日 | 山本瑠香         | 生きることに熱狂を!      | なし                                   | なし                 | こっそり持ち込み企画(山本) ・千瑠休のわびさび相談室 こっそりおためしコーナー ・チーム8イメージじゃんけん |              |
| 21 | 12月11日 | ミキ             | 夢へのルート             | なし                                   | なし                 | ミキM-1お疲れ様でしたSP                                                                                  | 山本はお休み |
| 22 | 12月25日 | 大西桃香         | あなたとクリスマスイブ   | なし                                   | なし                 | こっそりプレゼント交換 こっそりクリスマスソングショー こっそりクリスマス反省会                           | 山本はお休み |

### 2018年
| 回 | 放送日   | こっそりセンター      | こっそりセンター       | こっそり-1グランプリ                               | こっそり-1グランプリ | 他のコーナー | 備考                                               |
| 回 | 放送日   | 獲得者                | 曲                     | テーマ                                             | 認定者               | 他のコーナー | 備考                                               |
| -- | -------- | --------------------- | ---------------------- | -------------------------------------------------- | -------------------- | --- | -------------------------------------------------- |
| 23 | 1月8日   | 太田奈緒              | 思春期のアドレナリン   | なし                                               | なし                 | こっそり書き初めトークSP | 山本はお休み                                       |
| 24 | 1月22日  | なし                  | なし                   | なし                                               | なし                 | こっそり持ち込み企画SP(ミキ) ・ガチアイドル姿が見てみたい! | 大西はお休み                                       |
| 25 | 2月5日   | 山田菜々美            | バレンタイン・キッス   | 義理チョコを相手に勘違いされず一番かわいく渡す府県 | 濵咲友菜             | こっそり友チョコ告白大会 | 大西はお休み                                       |
| 26 | 2月19日  | 永野芹佳              | オーマイガー!          | なし                                               | なし                 | こっそり持ち込み企画(永野) ・箱の中身は永野芹佳 こっそりおためしコーナー ・こっそりNGワードバトル                                                                            |                                                    |
| 27 | 3月5日   | 太田奈緒              | 47の素敵な街へ         | なし                                               | なし                 | 祝1周年こっそりおめでとうありがとうSP |                                                    |
| 28 | 3月19日  | 太田奈緒              | 桜の花びらたち         | なし                                               | なし                 | こっそり持ち込み企画(山本) ・山本瑠香のフォロワー倍増計画 クイズ!こっそり調子こいてゴメンなさい                                                                              | 山田はお休み                                       |
| 29 | 4月2日   | 山本瑠香              | 10年桜                 | なし                                               | なし                 | こっそりおためしコーナー ・こっそりNGワードバトル 昴生に格付けされるアイドルたち ・超プチコスプレ格付け                                                                      | 山田はお休み                                       |
| 30 | 4月16日  | 大西桃香              | あまのじゃくバッタ     | なし                                               | なし                 | こっそり持ち込み企画(太田) ・ナオゴロウさんの動物さわれない王国 昴生に格付けされるアイドルたち ・超プチコスプレ格付け                                                        | 山田はお休み                                       |
| 31 | 5月14日  | 山田菜々美            | ジャーバージャ         | なし                                               | なし                 | こっそり持ち込み企画(大西) ・大西亭桃香の大西喜利 クイズ!こっそり調子こいてゴメンなさい こっそり尺調コーナー ・亜生が休日に一緒にピクニックに行きたい！と思う 府県ランキング | 永野はお休み                                       |
| 32 | 5月28日  | 山本瑠香              | 法定速度と優越感       | 部活のマネージャーが一番似合う府県                 | 山本瑠香             | こっそり体力テスト! こっそりシンクロ | 永野はお休み                                       |
| 33 | 6月11日  | 太田奈緒              | Teacher Teacher        | なし                                               | なし                 | 選挙ポスターだけで総選挙 太田奈緒のBBAと呼ばないで! |                                                    |
| 34 | 6月25日  | 永野芹佳              | 蜂の巣ダンス           | 1番感情スイッチを入れるのがうまい府県              | 永野芹佳             | こっそり人生を変えたアニメプレゼン |                                                    |
| 35 | 7月9日   | 永野芹佳              | 僕らの風               | お化け屋敷の怖がり方が一番かわいい府県             | 永野芹佳             | こっそりくらべて白書 がっちり8チャレンジ ・同じ釜の飯8合全部食えんのかチャレンジ                                                                                             | 太田はお休み 番組リニューアル                      |
| 36 | 7月23日  | 濵咲友菜              | 手をつなぎながら       | キレたら1番怖い府県                                | 濵咲友菜             | こっそりくらべて白書 ・交通系ICカードに1回でチャージする金額 がっちり8チャレンジ ・エスカレーターチャレンジ                                                                  | 太田はお休み                                       |
| 37 | 8月13日  | 小田えりな 清水麻璃亜 | へなちょこサポート     | なし                                               | なし                 | どっちがナンバーワンか バッチこーい宣言やでSP! | KANTO白書から 小田&清水が参加 永野&大西&濵はお休み |
| 38 | 8月20日  | 清水麻璃亜            | 君は僕だ               | なし                                               | なし                 | こっそりくらべて白書 がっちり8チャレンジ ・8愛たしかめリレー 昴生に格付けされるアイドル達 ・夏が似合うオンナランキング                                                       | KANTO白書から 小田&清水が参加 永野&大西&濵はお休み |
| 39 | 9月3日   | 大西桃香              | ペダルと車輪と来た道と | なし                                               | なし                 | こっそりくらべて白書 こっそり緊急企画 がっちり8チャレンジ ・きわどい質問に答えろ!ギリギリ8                                                                                   | ミキの代役にしずる 山本&濵はお休み                 |
| 40 | 9月17日  | 永野芹佳              | 抱きしめちゃいけない   | なし                                               | なし                 | がっちり8チャレンジSP! ・しずるを落として、オフィシャルで8推しにさせよう！                                                                                                   | ミキの代役にしずる 山本&濵はお休み                 |
| 41 | 10月15日 | 大西桃香              | センチメンタルトレイン | なし                                               | なし                 | がっちり8チャレンジ！ ・AKB48のシングル全部言えんのかチャレンジ チーム8写真集発売記念!スペシャル                                                                             | 太田&山本はお休み                                  |
| 42 | 10月29日 | 永野芹佳              | 天使のしっぽ           | 1番デザインセンスがいい府県                        | 永野芹佳             | こっそりミキ漫 in KANSAI白書 | 太田&山本はお休み                                  |
| 43 | 11月12日 | 永野芹佳              | ギンガムチェック       | 1番ミュージカルが上手な府県                        | 永野芹佳             | がっちり8チャレンジ！ ・音モノ3番勝負SP! | 太田&山田はお休み                                  |
| 44 | 11月26日 | 濵咲友菜              | 蜂の巣ダンス           | デッサンが一番上手い府県                           | 濵咲友菜             | がっちり8チャレンジ！ ・スムージーチャレンジ | 太田&山田はお休み                                  |
| 45 | 12月10日 | 山本瑠香              | クリスマスがいっぱい   | なし                                               | なし                 | こっそり私物プレゼント交換 こっそりクリスマスソングショー 2018年こっそり反省会 こっそりクリスマスサプライズ                                                                  | 太田&山田はお休み                                  |
| 46 | 12月24日 | 永野芹佳              | 47の素敵な街へ         | なし                                               | なし                 | こっそりどこよりも早い新年会スペシャル・書き初め大会 ・カルタ大会 ・ネタ見せ初笑い                                                                                           | 太田&山田はお休み                                  |

### 2019年
| 回 | 放送日   | こっそりセンター | こっそりセンター         | こっそり-1グランプリ                                          | こっそり-1グランプリ | 他のコーナー | 備考                            |
| 回 | 放送日   | 獲得者           | 曲                       | テーマ                                                        | 認定者               | 他のコーナー | 備考                            |
| -- | -------- | ---------------- | ------------------------ | ------------------------------------------------------------- | -------------------- | --- | ------------------------------- |
| 47 | 1月7日   | なし             | なし                     | なし                                                          | なし                 | 新春こっそり名場面SP こっそり-1グランプリ傑作選 メンバーが選んだ思い出名場面                                                 | 総集編                          |
| 48 | 1月21日  | 山田菜々美       | 夢へのルート             | なし                                                          | なし                 | ブルペン菜々美のウォーミングアップ がっちり8チャレンジ ・山田愛たしかめリレーマイルド                                        | ミキの代役にしずる              |
| 49 | 2月4日   | なし             | なし                     | 1番池田に刺さる府県                                           | 山田菜々美           | 47の素敵な街に住んでる日本中の人を応援しよう!                                                                                | ミキの代役にしずる              |
| 50 | 2月18日  | 濵咲友菜         | 47の素敵な街へ           | アニメ声が一番うまい府県                                      | 濵咲友菜             | ちゃっかりおねだり選手権 ・ミキにバレンタインチョコをプレゼント                                                              | 山田は電話のみの出演            |
| 51 | 3月4日   | 濵咲友菜         | へなちょこサポート       | 1番催眠術にかかりやすい府県                                   | 濵咲友菜             | 47の素敵な街に住んでる日本中の人を応援しよう! こっそり尺調コーナー                                                           | 太田&山田はお休み               |
| 52 | 3月18日  | 山本瑠香         | GIVE ME FIVE!            | 一番スーパーサイヤ人っぽい府県                                | 永野芹佳             | たぶんキモチーASMR選手権 | ミキの代役にしずる 太田はお休み |
| 53 | 4月1日   | 山田菜々美       | 人間不信                 | なし                                                          | なし                 | おめでとう!ありがとう!チーム8 5周年特別企画 がっちり8チャレンジ ・しずるに向けた5年間の8大ニュース ウソの演技で池田をダマせ! | ミキの代役にしずる 太田はお休み |
| 54 | 4月15日  | 山本瑠香         | ポニーテールとシュシュ   | 五月病にかかった彼氏を一番癒せる府県                          | 山本瑠香             | かぶらずに歌いきれ！AKB48楽曲                                                                                                |                                 |
| 55 | 5月13日  | 大西桃香         | 大声ダイヤモンド         | 寝顔が一番かわいい府県                                        | 大西桃香             | ポストさっし―は私だ！ こっそり指運動会！                                                                                     |                                 |
| 56 | 5月27日  | 山田菜々美       | てっぺんとったんで！     | チアガールの応援が一番うまい府県                              | 山田菜々美           | 流行中の脳みそ夫にこっそり乗っかろう！                                                                                       |                                 |
| 57 | 6月10日  | 永野芹佳         | スコールの間に           | こっそりナンバー1インタビュー KANSAIハク賞                    |                      | がっちり8チャレンジ ・こっそり！しっかり！ぴったりハチ郎ゲーム                                                               |                                 |
| 58 | 6月24日  | 山田菜々美       | 思春期のアドレナリン     |                                                               |                      | 山田愛たしかめリレー・リベンジ！ かぶらず歌いきれリターンズ ぴったりハチ郎ゲーム                                             | 山田菜々美ラスト回              |
| 59 | 7月8日   | 山本瑠香         | さよならクロール         |                                                               |                      | 立ち位置こっそりリニューアル 芸人さんのネタを完コピせよ！ ザ・コピモネア 私のヒマつぶしコレクション                          |                                 |
| 60 | 7月22日  | 永野芹佳         | ポニーテールとシュシュ   | 知ったかぶりが一番うまい府県                                  | 永野芹佳             | ミキさんに引っ越し祝いを渡そう                                                                                               | ゲスト佐藤七海                  |
| 61 | 8月5日   | 佐藤七海         | ラブラドール・レトリバー |                                                               |                      | ワッショイ昴生屋台 ・昴生射的・昴生割り・昴生クジ ワッショイ・ミキ氷！早食いレース                                           | ゲスト佐藤七海                  |
| 62 | 8月19日  | 行天優莉奈       | 好きだ好きだ好きだ       | ゲーム実況が一番上手い府県                                    | 濱咲友菜             | 第1回KANSAI白書俳句大会 | ゲスト行天優莉奈                |
| 63 | 9月2日   | 山本瑠香         | 好きだ好きだ好きだ       | 戦隊ヒーローのピンクが一番似合う府県                          | 山本瑠香             | こっそりムーブメントを起こそう！                                                                                             | ゲスト行天優莉奈                |
| 64 | 9月16日  | 大西桃香         | 好きだ好きだ好きだ       | 1番えちえちな府県                                             | 大西桃香             | 服部有菜プレゼン大会 好きだ好きだ好きだヘビロテ作戦                                                                          | ゲスト服部有菜                  |
| 65 | 10月14日 | 山本瑠香         | 好きだ好きだ好きだ       | 声優の素質が一番ある府県                                      | 山本瑠香             | 第2回こっそり指運動会 | ゲスト服部有菜                  |
| 66 | 10月28日 | 全員             | 47の素敵な街へ           |                                                               |                      | 福留光帆ちゃんのエケペディア                                                                                                 | 福留光帆初登場                  |
| 67 | 11月11日 | 山本瑠香         | 天使のしっぽ             | スペシャル(振り返り) 痛いの痛いの飛んでいけが一番かわいい府県 | 山本瑠香             | |                                 |
| 68 | 11月25日 | 全員             | 思春期のアドレナリン     |                                                               |                      | こっそり八郎くんを安心させよう こっそり八郎くんに一言どうぞ                                                                  | 最終回                          |